# Micropodabrus marmoratus
Micropodabrus marmoratus is een keversoort uit de familie soldaatjes (Cantharidae). De wetenschappelijke naam van de soort werd in 1902 gepubliceerd door Jules Bourgeois.